# Tevet
Tevet (limba ebraică: טבת;  biblia ebraică: tevet; ebraică tiberiană: ṭēḇēṯ din limba akkadiană ṭebētu) este a patra lună după calendarul ebraic „civil” și a zecea lună după calendarul „ecleziastic”. Durează întotdeauna 29 de zile. După calendarul gregorian, Tevet începe între decembrie/ianuarie.

## Perioadă (5761–5860)
| Durata anului | Începutul lunii (calendar gregorian) | Sfârșitul lunii (calendar gregorian) |
| ------------- | ------------------------------------ | ------------------------------------ |
| 353 de zile   | 13 decembrie–31 decembrie            | 11 ianuarie–29 ianuarie              |
| 354 de zile   | 13 decembrie–1 ianuarie              | 11 ianuarie–30 ianuarie              |
| 355 de zile   | 14 decembrie–1 ianuarie              | 12 ianuarie–30 ianuarie              |
| 383 de zile   | 2 decembrie–12 decembrie             | 31 decembrie–10 ianuarie             |
| 384 de zile   | 4 decembrie–12 decembrie             | 2 ianuarie–10 ianuarie               |
| 385 de zile   | 3 decembrie–13 decembrie             | 1 ianuarie–11 ianuarie               |

## Sărbători înTevet
| Zi/Zile | Celebrarea    | Notă                                                                     |
| ------- | ------------- | ------------------------------------------------------------------------ |
| 1–2(3)  | Hanuka        | În anii cu 353 și 383 de zile, sărbătoarea Hanuka se încheie pe 3 Tevet. |
| 10      | Asara B'Tevet |                                                                          |